# ستار كرافت (سلسلة)
ستاركرافت (بالإنجليزية: StarCraft)‏ هو اسم سلسلة ألعاب من فئة استراتيجية الوقت الحقيقي. وهي من إنتاج شركة بليزارد إنترتينمنت.
قصّة اللعبة من نوع الخيال العلمي، وتروي الحروب الدائرة بين ثلاثة أجناس، وهي :
- التيران (بالإنجليزية: Terrans)‏، وهم من البشر المنفيين من الأرض
- الزرغ (بالإنجليزية: Zerg)‏: مخلوقات فضائية متوحشّة، كان يقودهم العقل الأعلى (بالإنجليزية: The Overmind)‏، ثمّ تحوّلت القيادة لملكة الشفرات كريغان
- البروتوس (بالإنجليزية: Protoss)‏ مخلوقات فضائية ذوي تكنولوجيا متقدّمة جدا وقدرات ذهنية

قائمة ألعاب الفيديو:
- 1998: ستار كرافت
  - 1999: ستار كرافت: حرب الذريّة (امتداد) (بالإنجليزية: Brood War)‏
- 2010: ستاركرافت 2: أجنحة الحرية (بالإنجليزية: Wings Of Liberty)‏
  - 2013: [[ ستاركرافت 2: قلب السرب (امتداد) (بالإنجليزية: Heart of the Swarm)‏
  - قيد التطوير: ستاركرافت 2: إرث العدم (امتداد)